# Бессонова, Анна Владимировна
А́нна Влади́мировна Бессо́нова (укр. Ганна Володимирівна Безсонова; род. 29 июля 1984, Киев, УССР) — украинская спортсменка, представлявшая художественную гимнастику, выступала в индивидуальном первенстве. Абсолютная чемпионка мира 2007 года, четырёхкратная чемпионка мира, трёхкратная чемпионка Европы. Тренировалась в Киеве, в школе Дерюгиных (школа художественной гимнастики Альбины и Ирины Дерюгиных).

## Биография
Анна Бессонова выросла в спортивной семье. Отец Анны — известный в прошлом футболист киевского «Динамо» Владимир Бессонов, а мать — чемпионка мира в групповых упражнениях по художественной гимнастике Виктория Бессонова, которая стала первым тренером дочери. Старший брат Александр Бессонов — мастер спорта по большому теннису и личный менеджер Анны. Виктория Бессонова не собиралась отдавать дочь в гимнастику. Скорее видела её на балетной сцене. Однако в пять лет дочь заявила, что хочет быть гимнасткой. Так под непосредственным руководством матери начались занятия художественной гимнастикой.
Замужем за фитнес-тренером Дмитрием Момотом, проживает в США. 4 ноября 2020 года у пары родился сын Брайан, 28 октября 2022 года родился второй сын.

## Спортивная карьера
Анна Бессонова выступала в соревнованиях десять лет — с 1999 по 2009. И первый, и последний для Анны чемпионаты мира прошли в Японии (Осака, 1999 и Миэ, 2009).
Начиная с 2002 года, стала лидером сборной Украины. На протяжении десятилетней спортивной карьеры Анна Бессонова прочно держалась в числе лидеров мировой художественной гимнастики.
В 2003 году Бессонова стала двукратной чемпионкой мира — с обручем (она исполняла упражнение под музыку из балета «Лебединое озеро», которое стало одним из лучших её упражнений) и с булавами. На этих соревнованиях Анна была близка к званию абсолютной чемпионки мира, но ошибка в упражнении с мячом сделала её второй. Кроме того, в 2003 году Бессонова стала трёхкратной чемпионкой Европы — с обручем, мячом и лентой.
В 2004 году Бессонова стала бронзовым призёром Олимпийских игр в Афинах.
В 2005 году Бессонова выиграла сразу 6 серебряных медалей на чемпионате мира в Баку (многоборье, скакалка, мяч, булавы, лента, командное первенство).

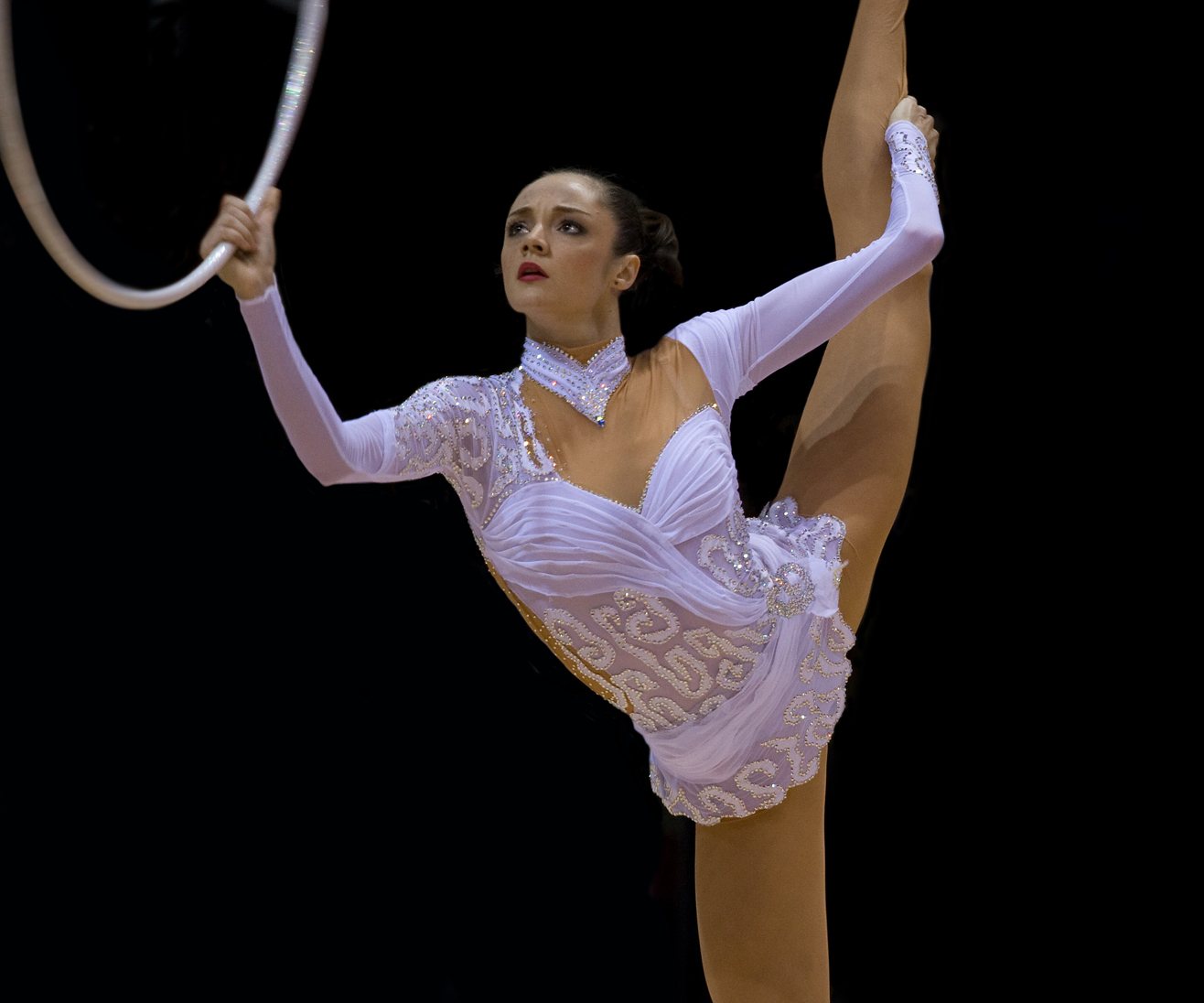
Анна Бессонова на VII финале Кубка мира по художественной гимнастике

21 сентября 2007 года Анна Бессонова стала абсолютной чемпионкой мира на проходившем в Патрах чемпионате мира. Самым удачным её выступлением стало упражнение с обручем под музыку из фильма «Аврора», после которого зрители аплодировали стоя и скандировали её фамилию.
В 2008 году Анна Бессонова стала бронзовым призёром Олимпиады в Пекине.
2009 год стал последним в карьере Бессоновой. Она выступила на чемпионате мира в Миэ, где выиграла три бронзовых (обруч, мяч, многоборье) и одну серебряную (лента) медали.
В послужном списке Анны Бессоновой немало весомых титулов — 2-кратная чемпионка мира в отдельных видах (обруч, булавы), обладательница золотых медалей на этапах Кубка мира, 3-кратная чемпионка Европы в отдельных видах многоборья (обруч, булавы, лента), абсолютная чемпионка мира 2007, дважды бронзовый призёр Олимпийских игр, а также многократный серебряный призёр чемпионатов мира и Европы.
В 2010 году состоялся Кубок Дерюгиной, на котором Анна Бессонова попрощалась со спортом. Анна представила прощальный показательный номер под песню Лары Фабиан «Je suis malade», растрогавший многих болельщиков.
Анна Бессонова запомнилась зрителям элегантностью, грацией, выразительностью и экспрессивностью своих выступлений, поэтому болельщики прозвали её The Queen of Elegance (Королева элегантности).

## Избранные упражнения
- под музыку из балета «Лебединое озеро», обруч, 2003—2004[7];
- под музыку из к/ф «Матрица», булавы, 2003—2004[8];
- под испанскую мелодию, лента, 2003—2004[9];
- под музыку из к/ф «Перл-Харбор», мяч, 2005[10];
- под музыку из к/ф «Аврора», обруч, 2007—2008[11];
- под фрагмент из «Болеро» М. Равеля, лента, 2007[12];
- под музыку из к/ф «Гладиатор», булавы, 2007—2008[13];
- под украинскую народную музыку, лента, 2008[14];
- под фрагмент O, Fortuna из «Кармина Бурана» К. Орфа, лента, 2009[15];
- прощальный показательный номер под песню Лары Фабиан Je suis malade, 2010[16],

## Спортивные результаты
- 1999 Чемпионат мира, Осака: 10-е место — групповое многоборье; 3-е место — команда.
- 2000 Финал Кубка мира, Глазго: 5-е место — мяч, обруч, лента; 7-е место — скакалка.
- 2000 Чемпионат Европы, Сарагоса: 4-е место — лента.
- 2001 Чемпионат мира, Мадрид: 2-е место — мяч, обруч; 4-е место — булавы; 3-е место — индивидуальное многоборье, 3-е место — скакалка.
- 2002 Чемпионат мира, Новый Орлеан: 6-е место — групповое многоборье.
- 2002 Финал Кубка мира, Штутгарт: 2-е место — мяч; 1-е место — булавы, обруч, скакалка.
- 2002 Чемпионат Европы, Гранада: 2-е место — команда; 3-е место — индивидуальное многоборье.
- 2003 Чемпионат мира, Будапешт: 2-е место — мяч, лента, индивидуальное многоборье, команда; 1-е место — булавы, обруч.
- 2003 Чемпионат Европы, Риза: 2-е место — мяч; 1-е место — булавы, обруч, лента.
- 2004 Олимпийские игры, Афины: 3-е место — индивидуальное многоборье.
- 2004 Чемпионат Европы, Киев: 2-е место — командное первенство, индивидуальное многоборье.
- 2005 Всемирные игры: 2-е место — мяч; 4-е место — булавы; 3-е место — лента; 1-е место — скакалка.
- 2005 Чемпионат мира, Баку: 2-е место — мяч, булавы, индивидуальное многоборье, лента, скакалка, команда.
- 2005 Чемпионат Европы, Москва: 2-е место — мяч, лента, команда; 3-е место — булавы, скакалка.
- 2006 Чемпионат Европы, Москва: 3-е место — индивидуальное многоборье.
- 2006 Финал Кубка мира, Миэ: 3-е место — скакалка, лента, мяч.
- 2007 Кубок Украины, Донецк: 1-е место — индивидуальное многоборье, лента, обруч, мяч; 2-е место — булавы, скакалка[17].
- 2007 Чемпионат мира, Патры: 1-е место — индивидуальное многоборье.
- 2007 Чемпионат Европы, Баку: 2-е место — командное первенство, лента, обруч; 3-е место — булавы.
- 2008 Кубок Украины, Донецк: 1-е место — индивидуальное многоборье[18].
- 2008 Олимпийские игры, Пекин: 3-е место — индивидуальное многоборье.
- 2009 Чемпионат мира, Миэ: 3-е место — индивидуальное многоборье, скакалка, мяч; 2-е место — лента.

## Другая профессиональная и общественная деятельность
После завершения карьеры в большом спорте одним из направлений деятельности Анны Бессоновой стало телевидение. Во время проведения Евро-2012 она попробовала себя в качестве телеведущей; работала специальным корреспондентом телеканала «Футбол».
В 2009 г. Бессонова принимала участие в украинском телепроекте «Танцую для тебя», став его победительницей (в паре с Александром Лещенко).
Некоторое время занимала пост шеф-редактора журнала «Pink».
Анна Бессонова также известна как активный популяризатор спорта и спортивного образа жизни среди молодежи. Принимала участие во многих благотворительных проектах.

## Награды
- Орден княгини Ольги III степени — За весомый личный вклад в развитие физической культуры и спорта, достижение высоких спортивных результатов на XXII Всемирной летней универсиаде в г. Тэгу (Республика Корея)[20]
- Орден княгини Ольги II степени — За достижение значительных спортивных результатов на XXVIII летних Олимпийских играх в Афинах, подъём международного авторитета Украины[21]
- Орден «За заслуги» III степени — За весомый личный вклад в развитие и популяризацию физической культуры и спорта на Украине, достижение высоких спортивных результатов, высокое профессиональное мастерство[22]
- Орден княгини Ольги I степени — За достижение высоких спортивных результатов на XXIX летних Олимпийских играх в Пекине (Китайская Народная Республика), проявленные мужество, самоотверженность и волю к победе, подъём международного авторитета Украины[23]